# Maestro bizantino del Crocifisso di Pisa

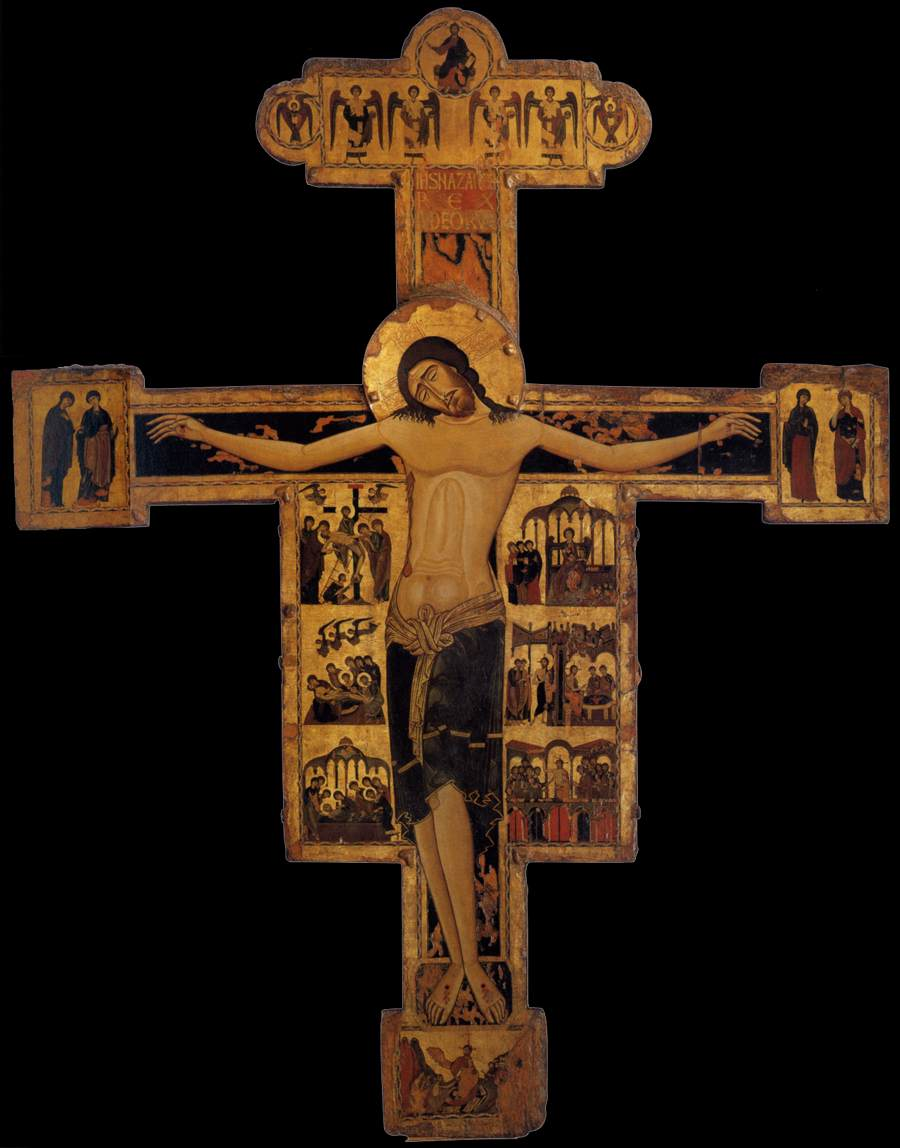
Maestro greco-bizantino, Crocifisso, Museo Nazionale di San Matteo, Pisa, primo decennio XIII secolo, tavola sagomata

Il cosiddetto Maestro bizantino del Crocifisso di Pisa è un anonimo artista operante a Pisa nella prima metà del XIII secolo.
La sua opera eponima è il Crocifisso n. 20 su tavola lignea sagomata conservato nel Museo Nazionale di San Matteo di Pisa e risalente al primo decennio del XIII secolo. L'importanza dell'opera è legata alla comparsa in Italia dell'iconografia del Christus patiens, il cristo sofferente sulla croce o il cristo morto, che con i suoi effetti patetici e commoventi, secondo indicazioni devozionali promosse dagli ordini mendicanti, sostituì presto la tipologia del Christus triumphans, rappresentato vivo sulla croce con gli occhi aperti e con una regalità aliena da sentimenti di dolore.